# Askania Award

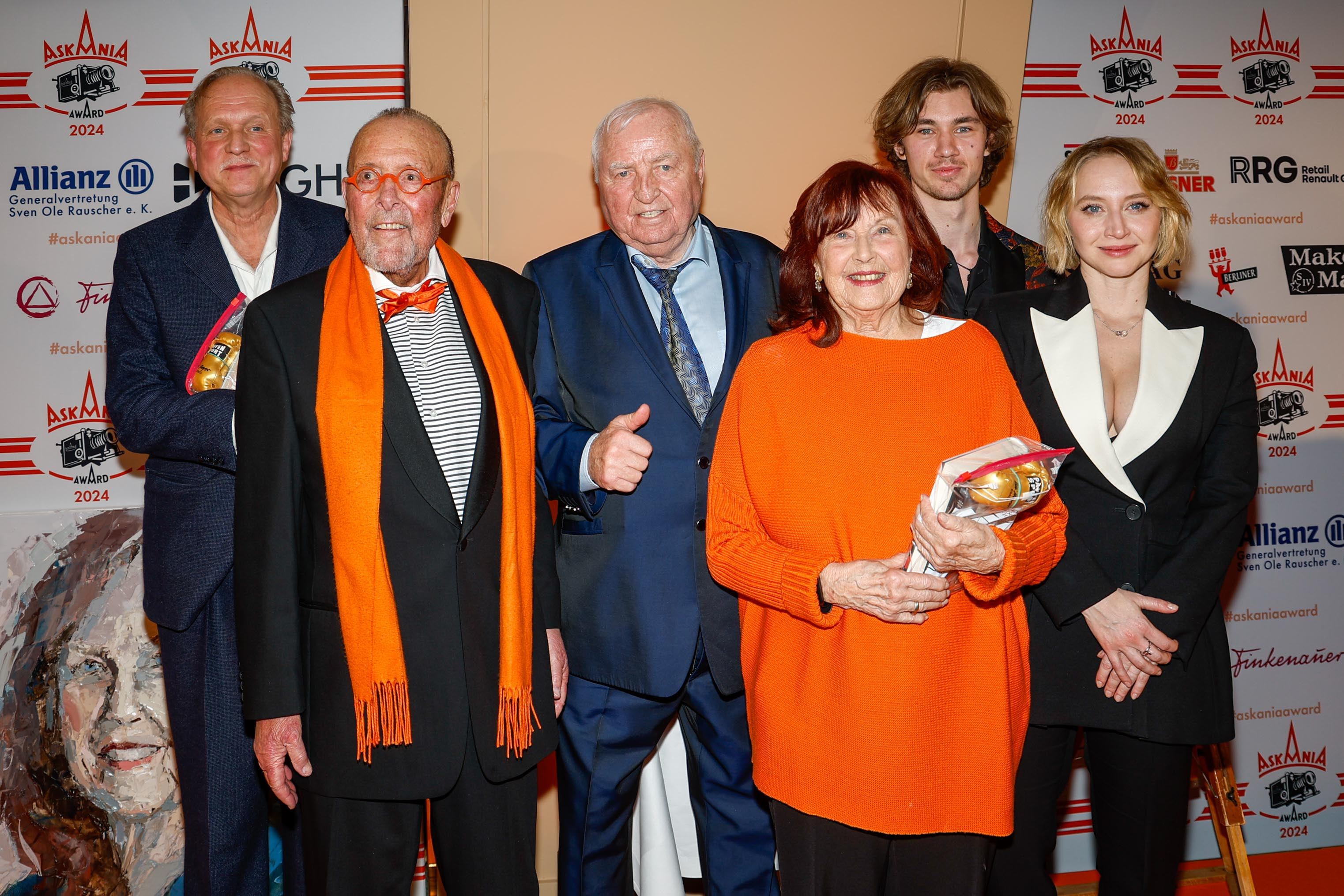
Preisträger 2024: Ulrich Tukur, Ulli Wegner, Brigitte Grothum, Alessandro Schuster, Anna Maria Mühe

Der Askania Award wird seit 2008 von der Askania AG an Künstler verliehen, die sich um den Film verdient gemacht haben. Mit dem Preis soll an die Zeit erinnert werden, in der die bewegten Bilder ihre ersten Gehversuche machten und somit die Filmtradition der ehemaligen Askania Werke AG im Gedächtnis bleiben. Seitdem werden in der Eröffnungswoche der Berlinale Persönlichkeiten aus der Filmbranche mit dem ‚Askania Award‘ und dem ‚Askania Shooting-Star Award‘ geehrt. Seit 2016 verleiht Askania zusätzlich den Award für das Lebenswerk und seit 2018 den ‚Askania Sport Award‘. Seit dem Jahr 2020 gibt es außerdem einen Sonderaward mit einem regelmäßig wechselnden Thema. Die Preisträger erhalten eine Askania-Uhr nach eigener Wahl.
Seit den 1920er Jahren produzierte Askania innovative Filmkameras, wie 1923 die Askania Universal und 1932 die Farbkamera Askania Bi-Pack. Auch die erste tragbare Schulterkamera wurde von Askania 1935 entwickelt und prägte die internationale Filmindustrie. Filme wie der Blaue Engel mit Marlene Dietrich, Quax, der Bruchpilot mit Heinz Rühmann und Berliner Ballade mit Gert Fröbe waren Filme, die mit Askania-Filmkameras gedreht wurden. Bei den Olympischen Sommerspielen 1936 wurde mit Askania-Präzisionsinstrumenten die Zeit gemessen und mit den Kameras die sportlichen Höhepunkte festgehalten. Bis in die 1980er Jahre drehte der Regisseur und Produzent Wim Wenders mit Filmkameras von Askania. Volker Schlöndorff, Oscar-Preisträger, Produzent und Regisseur, drehte die Schwarz-weiß-Sequenzen seines Films Die Blechtrommel mit einer Askania-Kamera.

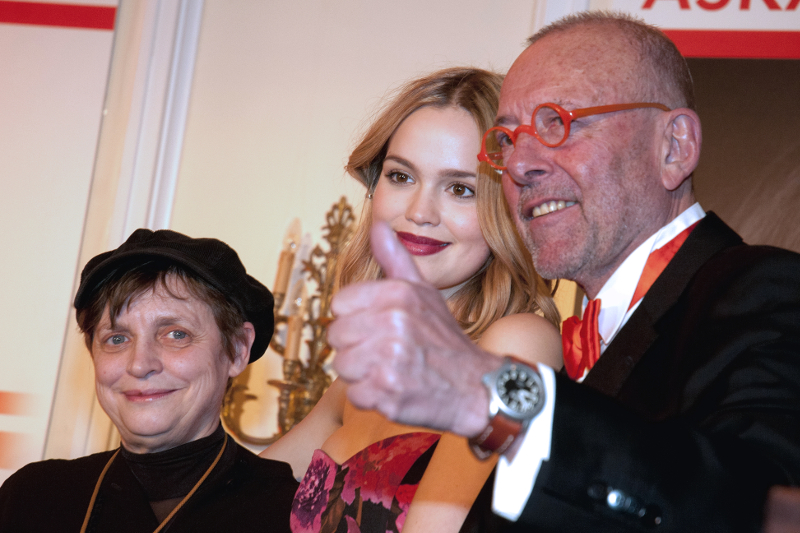
Katharina Thalbach, Emilia Schüle, Leonhard R. Müller beim Askania Award 2015
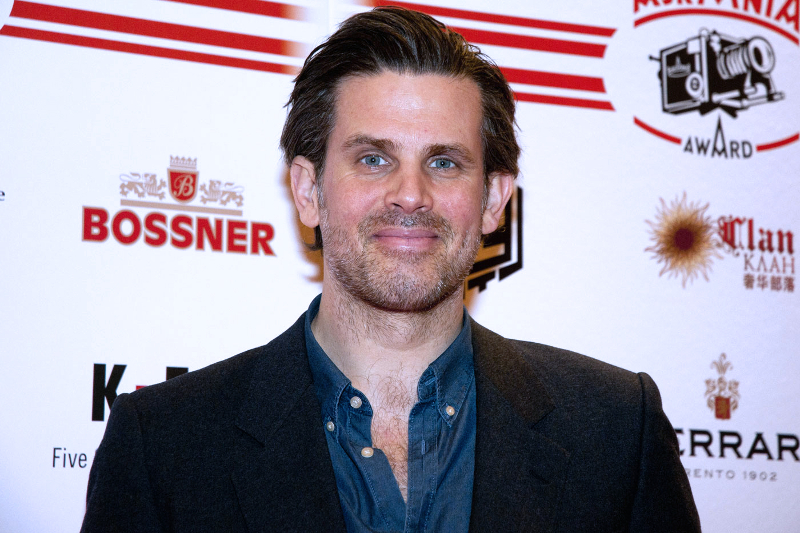
Steffen Groth beim Askania Award 2015
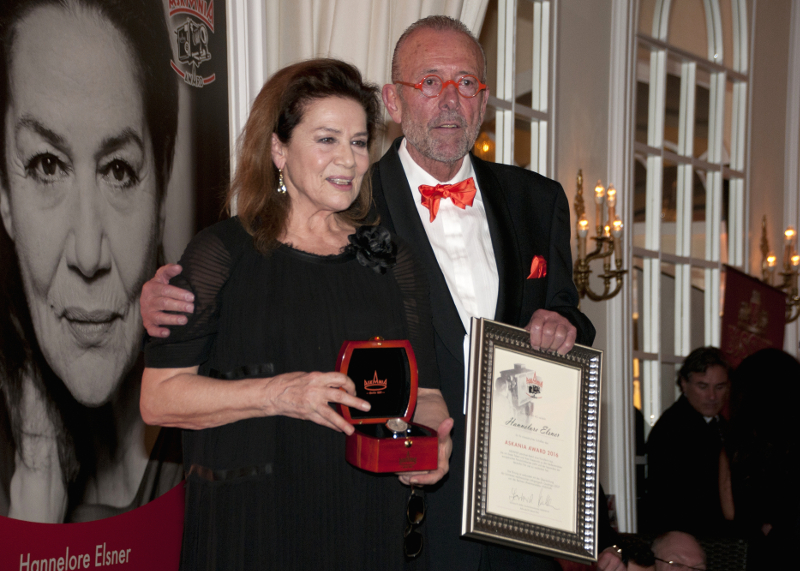
Hannelore Elsner und Leonhard R. Müller beim Askania Award 2016
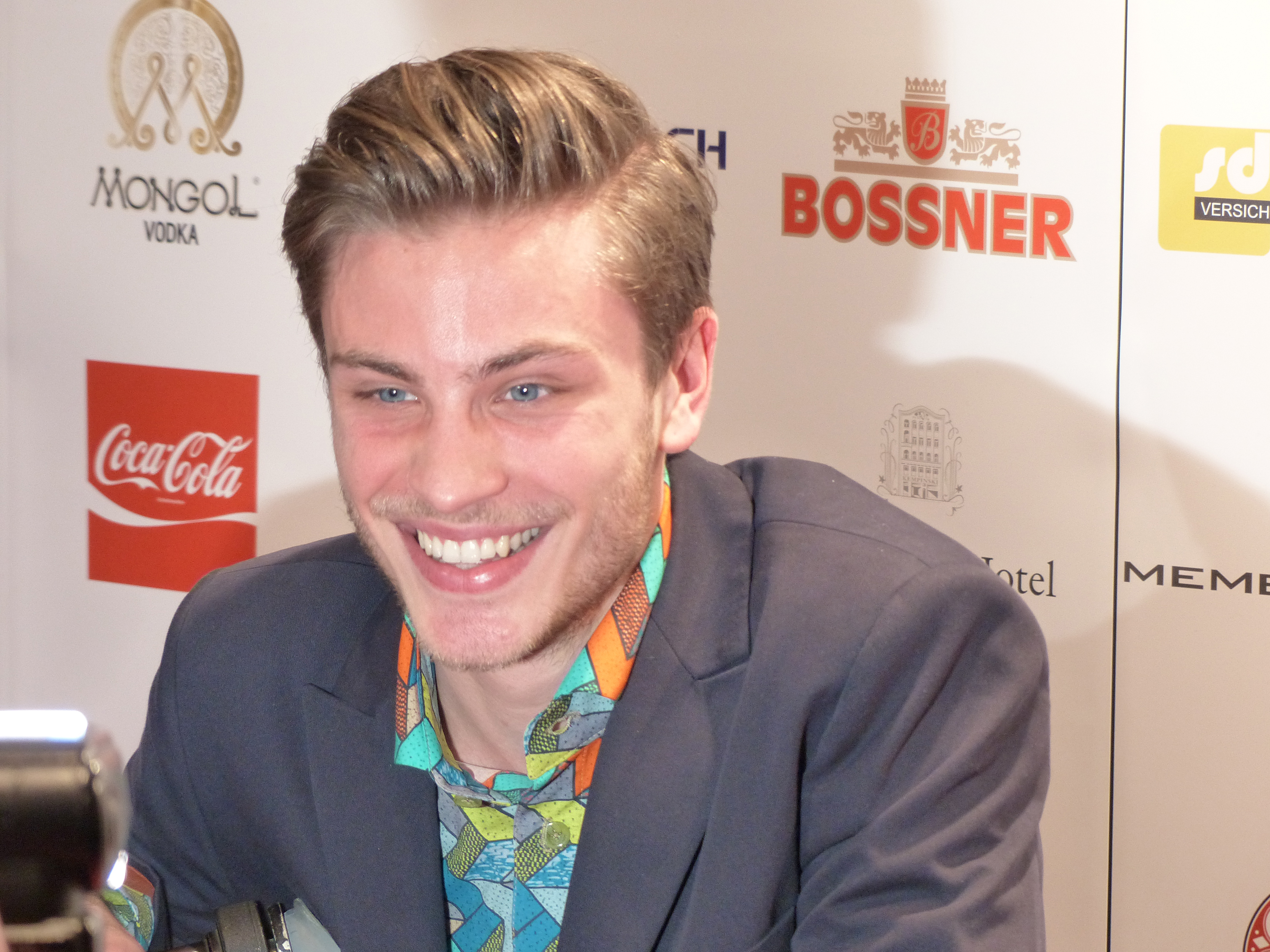
Jannik Schümann, Gewinner des Shooting-Star-Awards 2016

## Preisträger
2008 – 1. Askania Award

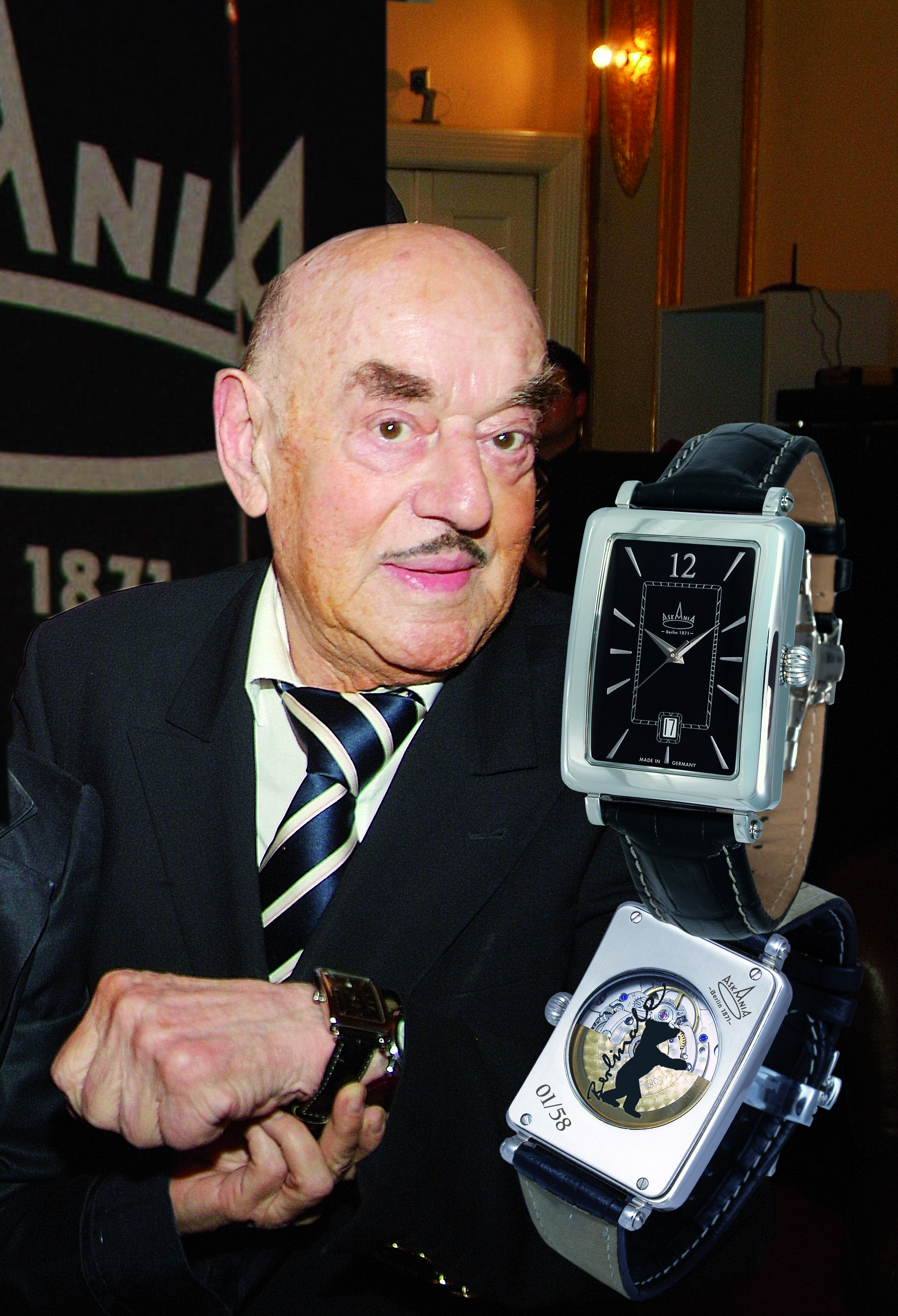
Artur Brauner mit seinem Askania Award 2008, dem Berlinale-Sondermodell der Askania Uhrenmanufaktur

- Artur Brauner (Regisseur und Produzent)

2009 – 2. Askania Award
- Walter Giller (Bester Darsteller)
- Nadja Tiller (Beste Darstellerin)

2010 – 3. Askania Award
- Sönke Wortmann (Regie)
- David Kross (Shooting-Star)

2011 – 4. Askania Award
- Natalia Wörner (Beste Darstellerin)
- Paula Kalenberg (Shooting-Star)[1][2]

2012 – 5. Askania Award
- Armin Rohde (Bester Darsteller)
- Rosalie Thomass (Shooting-Star)

2013 – 6. Askania Award
- Ben Becker (Bester Darsteller)
- Aylin Tezel (Shooting-Star)

2014 – 7. Askania Award
- Armin Mueller-Stahl (Bester Darsteller)
- Jella Haase (Shooting-Star)

2015 – 8. Askania Award
- Katharina Thalbach (Beste Darstellerin)
- Emilia Schüle (Shooting-Star)

2016 – 9. Askania Award
- Hannelore Elsner (Beste Darstellerin)
- Jannik Schümann (Shooting-Star)
- CCC Film (Artur Brauner und Alice Brauner, Lebenswerk)

2017 – 10. Askania Award
- Veronica Ferres (Beste Darstellerin)
- Heino Ferch (Bester Darsteller)
- Claus Theo Gärtner (Lebenswerk)
- Louis Hofmann (Shooting-Star)

2018 – 11. Askania Award
- Katharina Wackernagel (Beste Darstellerin)
- Heiner Lauterbach (Bester Darsteller)
- Henry Hübchen (Lebenswerk)
- Tim Oliver Schultz (Shooting-Star)
- Robert Harting (Sport)

2019 – 12. Askania Award
- Michael Mendl (Bester Darsteller)
- Gesine Cukrowski (Beste Darstellerin)
- Fritz Wepper (Lebenswerk)
- Luise Befort (Shooting-Star)
- Jens Weißflog (Sport)

2020 – 13. Askania Award
- Ralph Herforth (Bester Darsteller)
- Gudrun Landgrebe (Beste Darstellerin)
- Thomas Thieme (Lebenswerk)
- Jannis Niewöhner (Shooting-Star)
- Günther Fischer (Filmmusik)

2022 – 14. Askania Award
- Suzanne von Borsody (Beste Darstellerin)
- Jan Josef Liefers (Bester Darsteller)
- Justus Johanssen (Shooting-Star)

2023 – 15. Askania Award
- Katja Riemann (Beste Darstellerin)
- Götz Schubert (Bester Darsteller)
- Joshua Hupfauer (Shooting-Star)
- Franz Beckenbauer (Lebenswerk)

2024 – 16. Askania Award
- Ulli Wegner (Sonderpreis Sport)
- Alessandro Schuster (Shooting Star)
- Anna Maria Mühe (Beste Darstellerin)
- Ulrich Tukur (Bester Darsteller)
- Brigitte Grothum (Lebenswerk)

2025 – 17. Askania Award
- Nico Hofmann (Sonderpreis deutsche Filmproduktion)
- Leonard Burkhardt (Shooting Star)
- Sibel Kekilli (Beste Darstellerin)
- Matthias Freihof (Bester Darsteller)
- Jaecki Schwarz (Lebenswerk)